# Жанабет (Актогайский район)
Жанабет (каз. Жаңабет) — село в Актогайском районе Павлодарской области Казахстана. Входит в состав Муткеновского сельского округа. Код КАТО — 553249400.

## Население
В 1999 году население села составляло 459 человек (232 мужчины и 227 женщин). По данным переписи 2009 года, в селе проживало 404 человека (213 мужчин и 191 женщина).